# Carrascal (Surigao del Sur)
Carrascal è una municipalità di seconda classe delle Filippine, situata nella Provincia di Surigao del Sur, nella Regione di Caraga.
Carrascal è formata da 14 baranggay:
- Adlay
- Babuyan
- Bacolod
- Baybay (Pob.)
- Bon-ot
- Caglayag
- Dahican
- Doyos (Pob.)
- Embarcadero (Pob.)
- Gamuton
- Panikian
- Pantukan
- Saca (Pob.)
- Tag-Anito